# Taekwondo nos Jogos Pan-Americanos de 2003
As competições de taekwondo nos Jogos Pan-Americanos de 2003 foram realizadas em Santo Domingo, República Dominicana, de 13 a 16 de agosto de 2003. Esta foi a quinta edição do esporte nos Jogos Pan-Americanos. Participaram da competição 53 homens e 45 mulheres.

## Masculino

### Até 58 kg
| POSIÇÃO                | NOME                    |
| ---------------------- | ----------------------- |
|                        | Tim Thackrey (USA)      |
|                        | Oscar Salazar (MEX)     |
|                        | Kristian Meléndez (PUR) |
| Gabriel Mercedes (DOM) |                         |

### Até 68 kg
| POSIÇÃO           | NOME                |
| ----------------- | ------------------- |
|                   | Luis Benítez (DOM)  |
|                   | Yosvani Pérez (CUB) |
|                   | Erick Osornio (MEX) |
| Diogo Silva (BRA) |                     |

### Até 80 kg
| POSIÇÃO                 | NOME                    |
| ----------------------- | ----------------------- |
|                         | Steven López (USA)      |
|                         | José Luis Ramírez (MEX) |
|                         | Darío Coria (ARG)       |
| Eddy Antonio Luna (DOM) |                         |

### Mais de 80 kg
| POSIÇÃO           | NOME                    |
| ----------------- | ----------------------- |
|                   | Víctor Estrada (MEX)    |
|                   | Rowell Pier Jérez (DOM) |
|                   | Walassi Aires (BRA)     |
| Sanon Tudor (HAI) |                         |

## Feminino

### Até 49 kg
| POSIÇÃO              | NOME                    |
| -------------------- | ----------------------- |
|                      | Yanelis Labrada (CUB)   |
|                      | Dalia Contreras (VEN)   |
|                      | Euda María Carias (GUA) |
| Carmen Morales (MEX) |                         |

### Até 57 kg
| POSIÇÃO                | NOME                    |
| ---------------------- | ----------------------- |
|                        | Iridia Salazar (MEX)    |
|                        | Dinanyiris Furcal (DOM) |
|                        | Nia Abdallah (USA)      |
| Elizabeth Franco (ECU) |                         |

### Até 67 kg
| POSIÇÃO              | NOME                 |
| -------------------- | -------------------- |
|                      | Yaneth Leal (VEN)    |
|                      | Vanina Sánchez (ARG) |
|                      | Simona Hradil (USA)  |
| Marien Ramírez (MEX) |                      |

### Mais de 67 kg
| POSIÇÃO             | NOME                     |
| ------------------- | ------------------------ |
|                     | Gina María Ruiz (DOM)    |
|                     | Adriana Carmona (VEN)    |
|                     | Patricia Riccautti (ARG) |
| Sanaz Shabazi (USA) |                          |

## Quadro de medalhas
| Posição | Nação                    |   |   |    | Total |
| ------- | ------------------------ | - | - | -- | ----- |
| 1       | MEX México               | 2 | 2 | 3  | 7     |
| 2       | DOM República Dominicana | 2 | 2 | 2  | 6     |
| 3       | USA Estados Unidos       | 2 | 0 | 3  | 5     |
| 4       | VEN Venezuela            | 1 | 2 | 0  | 3     |
| 5       | CUB Cuba                 | 1 | 1 | 0  | 2     |
| 6       | ARG Argentina            | 0 | 1 | 2  | 3     |
| 7       | BRA Brasil               | 0 | 0 | 2  | 2     |
| 8       | ECU Equador              | 0 | 0 | 1  | 1     |
| 8       | GUA Guatemala            | 0 | 0 | 1  | 1     |
| 8       | HAI Haiti                | 0 | 0 | 1  | 1     |
| 8       | PUR Porto Rico           | 0 | 0 | 1  | 1     |
| Total   | Total                    | 8 | 8 | 16 | 32    |